# Aeroportul N'djili
Aeroportul N'djili (IATA: FIH, ICAO: FZAA) este un aeroport din Kinshasa, Kinshasa⁠(d), Republica Democratică Congo ce deservește zona Kinshasa. A fost deschis în 1953.
Situat la o altitudine de 313 m, aeroportul dispune de 1 pistă.

## Infrastructură

### Piste
Aeroportul dispune de o singură pistă. Pista 06/24 are suprafața de beton și dimensiunile 4.000 m × 60 m. 